# Championnat de Tchécoslovaquie de football 1936-1937
Navigation
Saison précédente Saison suivante
La saison 1936-1937 du Championnat de Tchécoslovaquie de football est la 13e édition du championnat de première division en Tchécoslovaquie. Les douze meilleurs clubs du pays se retrouvent au sein d'une poule unique, la First League, où les formations s'affrontent deux fois, à domicile et à l'extérieur. À l'issue du championnat, les deux derniers du classement sont relégués et remplacés par les deux meilleurs club de II. Liga, la deuxième division tchécoslovaque.
C'est le club du SK Slavia Prague qui termine en tête du classement du championnat, avec sept points d'avance sur le tenant du titre, l'AC Sparta Prague et neuf sur le SK Prostějov. C'est le 8e titre de champion de Tchécoslovaquie de l'histoire du club.

## Les clubs participants
| - SK Kladno - SK Rusj Uzhorod - Promu de II. Liga - FC Viktoria Plzen - SK Zidenice - SK Plzen - SK Moravska Slavia Brno | - FK Viktoria Zizkov - Promu de II. Liga - 1. CsSK Bratislava - SK Slavia Prague - AC Sparta Prague - SK Prostějov - SK Nachod |

## Compétition

### Classement
Le barème utilisé pour établir le classement est le suivant :
- Victoire : 2 points
- Match nul : 1 point
- Défaite : 0 point

| Rang | Équipe                  | Pts | J  | G  | N | P  | Bp | Bc | Diff |
| ---- | ----------------------- | --- | -- | -- | - | -- | -- | -- | ---- |
| 1    | SK Slavia Prague        | 38  | 22 | 17 | 4 | 1  | 86 | 23 | +63  |
| 2    | AC Sparta Prague (T)    | 31  | 22 | 14 | 3 | 5  | 74 | 29 | +45  |
| 3    | SK Prostejov            | 29  | 22 | 14 | 1 | 7  | 56 | 37 | +19  |
| 4    | 1. CsSK Bratislava      | 27  | 22 | 11 | 5 | 6  | 44 | 36 | +8   |
| 5    | SK Kladno               | 25  | 22 | 11 | 3 | 8  | 53 | 46 | +7   |
| 6    | SK Plzen                | 24  | 22 | 10 | 4 | 8  | 56 | 44 | +12  |
| 7    | SK Zidenice             | 24  | 22 | 11 | 2 | 9  | 41 | 52 | -11  |
| 8    | SK Náchod               | 21  | 22 | 8  | 5 | 9  | 48 | 49 | -1   |
| 9    | FK Viktoria Žižkov (P)  | 20  | 22 | 6  | 8 | 8  | 47 | 40 | +7   |
| 10   | FC Viktoria Plzen       | 14  | 22 | 5  | 4 | 13 | 29 | 48 | -19  |
| 11   | SK Rusj Užhorod (P)     | 8   | 22 | 3  | 2 | 17 | 24 | 79 | -55  |
| 12   | SK Moravská Slavia Brno | 3   | 22 | 1  | 1 | 20 | 19 | 94 | -75  |

|  | Qualification pour la Coupe Mitropa 1937             |
|  | Relégation en II. Liga                               |
|  | (T) Tenant du titre (P) : Promu de deuxième division |

## Bilan de la saison
| Championnat de Tchécoslovaquie de football 1936-1937 |                             |
| Champion                                             | SK Slavia Prague (8e titre) |
| Coupes et trophées                                   |                             |
| Vainqueur de la Coupe de Tchécoslovaquie 1936-1937   | Non disputée                |
| Qualifications continentales                         |                             |
| Coupe Mitropa 1937                                   | SK Slavia Prague            |
| Coupe Mitropa 1937                                   | AC Sparta Prague            |
| Coupe Mitropa 1937                                   | SK Prostejov                |
| Promotions et relégations                            |                             |
| Promus en I. Liga                                    | SK Pardubice                |
| Promus en I. Liga                                    | SK Slezska Ostrava          |
| Relégués en II. Liga                                 | SK Rusj Užhorod             |
| Relégués en II. Liga                                 | FK Teplice                  |